# Jean-Baptiste de Chabot
Jean-Baptiste de Chabot (* 20. oder 21. Februar 1740 in Marigny-Brizay; † 28. April 1819 in Paris) war ein französischer römisch-katholischer Geistlicher und Bischof von Mende.

## Leben
Am 17. April 1785 wurde er zum Bischof von Saint-Claude ernannt. Die Bischofsweihe spendete ihm am 31. Juli 1785 der Erzbischof von Paris Antoine-Éléonor-Léon Le Clerc de Juigné. Aufgrund der Revolution verließ er Saint-Claude am 12. Februar 1791 und suchte Zuflucht in der Schweiz. Das Bistum wurde zum 30. Dezember 1790 für vakant erklärt. Jean-Baptiste de Chabot kehrte im Jahr 1800 nach Frankreich zurück und lebte bis 1802 in Nizza. Am 14. April 1802 wurde er zum Bischof von Mende erwählt, von diesem Amt trat er 1804 zurück. Ab dem 21. März 1806 war er Kanoniker in Saint-Denis (Seine) und blieb dies bis zu seinem Tod.
Er starb in Paris und wurde auf dem Cimetière de Picpus beigesetzt.